# Goveđe Polje
Goveđe Polje is een plaats in de gemeente Dežanovac in de Kroatische provincie Bjelovar-Bilogora. De plaats telt 140 inwoners (2001).